# امرأة (مسلسل)
امرأة هو مسلسل تركي تم دبلجته باللهجة السورية على شبكة أوربت شوتايم وتم عرضه باللهجة التونسية على قناة نسمة باسم للّات النساء، أنشئ من قبل مارف جيرجين وناديم جوش، و يتضمن 3 مواسم وحوالي 95 حلقة بالتقسيم العربي و 81 حلقة بالتقسيم التركي.

## الأحداث
تدور أحدات مسلسل امرأة حول حياة هزار، وهي أم مكافحة تجابه صعوبات الحياة من أجل أطفالها. لهزار وفهد طفلة تدعى ميسان، ولما كانت هزار حامل بطفلها الثاني فاروق، اختفى زوجها على متن عبارة في ظروف مثيرة وغامضة. ومن هنا تتوالى الأحداث وتتصاعد في المسلسل، وبعد 4 سنوات من إختفاء زوجها تجد هزار نفسها وحيدة تتحدى الصعوبات بمفردها لرعاية طفليها الصغيرين.

## القصة
بهار شابة أرملة لديها طفلان. تخلت عنها والدتها عندما كانت في الثامنة من عمرها، وبعد ذلك فقدت أجدادها أيضًا. لتصبح بمفردها، وتقابل بعدها فهد التي تقع في حبه بجنون. لكن، بهار تفقد فهد بعد بضع سنوات من السعادة معًا. تركت هزار لوحدها مع طفليها، ميسان وفاروق، فتحاول تحويل الحياة إلى لعبة، والفقر إلى مرح والغياب إلى بهجة. إنها تعتقد أنه عندما يبتسم المرء على وجهه، يستجيب القلب أيضًا بابتسامة. في بعض الأحيان، تتحدث إلى صورة فهد عن كل مشاكلها مسترجعة ذكرياتها.
لقد تخلت بهار عن حياتها من أجل أطفالها. تعود والدة بهار، خديجة إلى حياتها بعد 20 عامًا. بينما تريد بهار الاقتراب من والدتها مرة أخرى، هناك عقبة كبيرة تقف في طريقها من قبل شيرين، أختها غير الشقيقة. شيرين تفعل كل ما في وسعها لمنع والدتها وأختها من استعادة رباطهما. من أجل حماية صحة شيرين العقلية، تدير خديجة ظهرها إلى بهار الذي يحتاجها. أنور، وهو زوج خديجة، يهتم ببهار كثيرًا ويساعدها. تساعدها أيضًا اريج، وهي أفضل صديقة لـ هزار. وهكذا تلتقي بهار بجيران جدد هم عارف وسيدة. عارف هو ابن صاحب شقة بهار. وسيدة التي وقعت ضحية لجمالها، ترفض هزار في وقت سابق وبعد ذلك تساعد هزار على البقاء على قيد الحياة بعد أن عرفت معاناتها.
وفي الوقت نفسه، تعاني هزار من الكثير من الألم ويغمى عليها عدة مرات. عندما تلتقي بطبيب، تعلم أنها تعاني من فقر الدم اللاتنسجي وتحتاج إلى زرع نخاع عظمي لإنقاذ حياتها. تخفي هزار هذا عن الجميع بسبب مشاكلها المالية. وسرعان ما يعلم الجميع عن هذا الأمر ويجدون أن نخاع عظم شيرين مناسب للزراعة في هوار.
في هذه الأثناء، يُظهر فهد أنه على قيد الحياة ويتظاهر بأنه شمس كاراهان. متزوج من نرمين ولديهما توأمان الآن. يخبر والد نرمين هزار أن هزار وأطفالها ماتوا قبل 4 سنوات. لإثبات ذلك، يقوم والد نرمين بعمل قبور مزيفة باسمهم ويظهرهم لفهد. ثم اعتبر فهد أن هزار وأطفاله ماتوا. بعد فترة وجيزة، يلتقي فهد بشيرين بعد سنوات وتصاب شيرين بالصدمة. في هذا الوقت، تم الكشف عن أن شيرين كانت في حالة حب مع فهد قبل 4 سنوات وهي السبب في حادث عبّارة فهد. يخطف والد نرمين شيرين لإيقاف فهد لمعرفة أن هزار على قيد الحياة.
في هذا الوقت، ساءت حالة هزار وتم نقلها إلى المستشفى. عارف الذي لديه مشاعر تجاه هزار الآن يساعدها ويقترحها. في أحد الأيام، رأى فاروق فهد في الطريق ودعاه كأب. يشعر فهد بالحيرة قليلاً ويراه في منزل أنور. بعد ذلك، تلتقي فهد بـ أنور ويعلم أن هزار والأطفال على قيد الحياة. يصاب فهد بالصدمة ويحفر القبور ويدرك أن والد نرمين كذب عليه. ثم ذهب إلى المستشفى وتعانق مع فاروق وميسان. يتعرف «فهد» على وضع هزار ويعيد شيرين. تتعافى هزار وتلتقي بفهد بعد سنوات